# Fronteira (Portugal)
Fronteira (portugiesisch für: Grenze) ist eine Kleinstadt (Vila) und ein Kreis (Concelho) im portugiesischen Alentejo mit 1696 Einwohnern (Stand 19. April 2021).

## Geschichte
Die hiesige Anwesenheit des Menschen seit etwa 10.000 Jahren ist belegt. Vermutlich unterhielten die Römer hier einen befestigten Ort. Nach der Eroberung der Iberischen Halbinsel durch die Mauren im frühen 8. Jahrhundert n. Chr. wurde der Ort vermutlich aufgegeben.
Im Verlauf der Reconquista gründete Fernão Rodrigues Monteiro († 1237), ein Großmeister des Ritterordens von Avis, den Ort für König Dinis neu und besiedelte ihn.
In der Portugiesischen Revolution von 1383 war Fronteira Schauplatz von Kampfhandlungen. Zu nennen ist insbesondere die Schlacht von Atoleiros vom 6. April 1384, in der die portugiesischen Kräfte unter Nuno Álvares Pereira die zahlenmäßig überlegene Armee des Königreichs Kastilien schlugen. König Johann I. verlieh Fronteira danach eine Reihe Privilegien, doch erst König Manuel I. gab dem Ort volle Stadtrechte (Foral), im Jahr 1512.
Nachdem der Kreis Fronteira mehrere Jahrhunderte aus zwei Gemeinden bestanden hatte, nämlich Nossa Senhora da Atalaia de Fronteira und São Saturnino, erfuhr er zahlreiche Veränderungen im Zuge der verschiedenen Verwaltungsreformen nach der Liberalen Revolution von 1822. So wurde dabei 1867 der Kreis Fronteira selbst aufgelöst und Alter do Chão angegliedert, jedoch 1868 wieder eigenständig. Nachdem mehrere Gemeinden neu angegliedert oder an die Kreise Monforte und Sousel ausgegliedert wurden, besteht der heutige Kreis Fronteira mit seinen drei Gemeinden seit der letzten Veränderung 1932, als die Gemeinde Santo Amaro an den Kreis Sousel ausgegliedert wurde.

## Kultur und Sehenswürdigkeiten
Der historische Ortskern steht als Ganzes unter Denkmalschutz. Eine Reihe historischer öffentlicher Gebäude, Befestigungsreste, Steinbrunnen, eine Wassermühle, der Bahnhof, und verschiedene Sakralbauten zählen zu den Baudenkmälern Fronteiras, darunter die manieristisch-barocke Hauptkirche Igreja Paroquial de Fronteira (auch Igreja de Nossa Senhora da Atalaia) aus dem 16. Jahrhundert. Das Denkmal Monumento comemorativo da Batalha de Atoleiros (auch Terreiro da Batalha dos Atoleiros) gedenkt der Schlacht vom 6. April 1384 und  ist ebenso denkmalgeschützt. 2012 richtete die Gemeinde ein Museum „Centro de Interpretação da Batalha de Atoleiros“ zum Gedenken an die Schlacht ein.
Die astronomische Beobachtungsstation von Ribeira Grande ist eine weitere Attraktion. Auch das Naturgebiet Espaço eco-turístico da Ribeira Grande mit seinen Wanderwegen und Lehrpfaden rund um den Wasserlauf Ribeira Grande ist sehenswert.

## Verwaltung

### Kreis
Fronteira ist Verwaltungssitz eines gleichnamigen Kreises. Die Nachbarkreise sind (im Uhrzeigersinn im Norden beginnend): Alter do Chão, Monforte, Estremoz, Sousel sowie Avis.
Die folgenden Gemeinden (Freguesias) liegen im Kreis Fronteira:

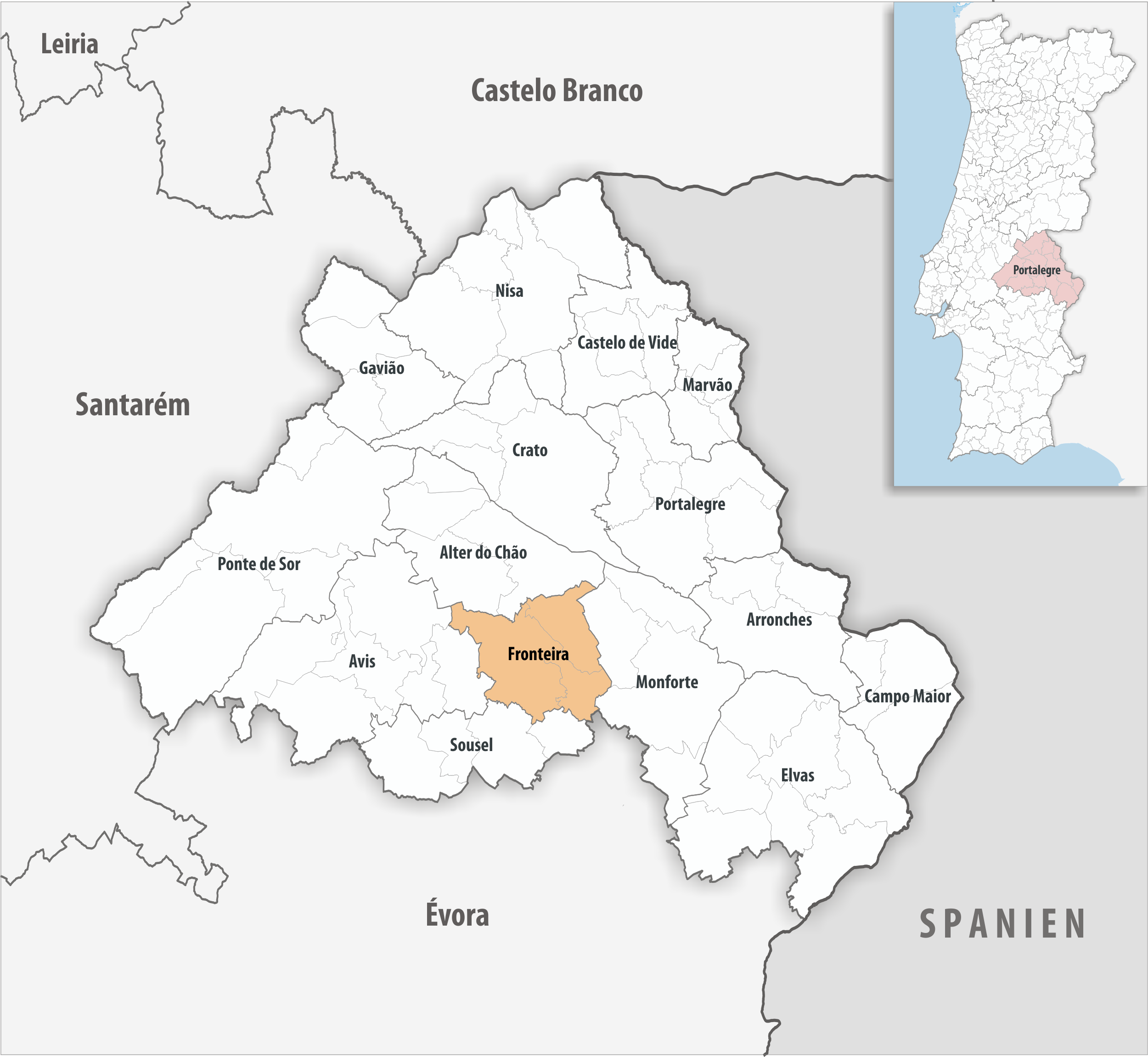
Kreis Fronteira

| Gemeinde        | Einwohner (2021) | Fläche km² | Dichte Einw./km² | LAU- Code |
| --------------- | ---------------- | ---------- | ---------------- | --------- |
| Cabeço de Vide  | 928              | 65,81      | 14               | 120801    |
| Fronteira       | 1.696            | 141,39     | 12               | 120802    |
| São Saturnino   | 234              | 41,39      | 6                | 120803    |
| Kreis Fronteira | 2.858            | 248,59     | 11               | 1208      |

### Bevölkerungsentwicklung
| Einwohnerzahl im Kreis Fronteira (1801–2011) | Einwohnerzahl im Kreis Fronteira (1801–2011) | Einwohnerzahl im Kreis Fronteira (1801–2011) | Einwohnerzahl im Kreis Fronteira (1801–2011) | Einwohnerzahl im Kreis Fronteira (1801–2011) | Einwohnerzahl im Kreis Fronteira (1801–2011) | Einwohnerzahl im Kreis Fronteira (1801–2011) | Einwohnerzahl im Kreis Fronteira (1801–2011) | Einwohnerzahl im Kreis Fronteira (1801–2011) | Einwohnerzahl im Kreis Fronteira (1801–2011) | Einwohnerzahl im Kreis Fronteira (1801–2011) | Einwohnerzahl im Kreis Fronteira (1801–2011) | Einwohnerzahl im Kreis Fronteira (1801–2011) |
| -------------------------------------------- | -------------------------------------------- | -------------------------------------------- | -------------------------------------------- | -------------------------------------------- | -------------------------------------------- | -------------------------------------------- | -------------------------------------------- | -------------------------------------------- | -------------------------------------------- | -------------------------------------------- | -------------------------------------------- | -------------------------------------------- |
| 1801                                         | 1849                                         | 1900                                         | 1930                                         | 1960                                         | 1981                                         | 1991                                         | 2001                                         | 2004                                         | 2006                                         | 2007                                         | 2008                                         | 2011                                         |
| 2182                                         | 2366                                         | 3385                                         | 4774                                         | 7063                                         | 4452                                         | 4122                                         | 3732                                         | 3422                                         | 3286                                         | 3240                                         | 3200                                         | 3410                                         |

### Kommunaler Feiertag
- 6. April

## Wirtschaft
Landwirtschaft und die Verarbeitung landwirtschaftlicher Produkte sind die wesentlichsten Wirtschaftsfaktoren im Kreis. Zu nennen sind Olivenöl und Kork, vor allem aber der Anbau von Getreide und etwa Gemüse. Auch Viehzucht hat hier einige Bedeutung.
Der Fremdenverkehr hat etwas an Gewicht gewonnen im Kreis und wird zumeist als Turismo rural betrieben, etwa im denkmalgeschützten Landgut Herdade dos Aroeirais und anderen zumeist barocken Herrenhäusern. Die größte Bedeutung für den Fremdenverkehr haben jedoch die Thermalbäder in der Gemeinde Cabeço de Vide.
Kunsthandwerke, insbesondere die Stickereien, sind ein weiterer Erwerbszweig im Ort.

## Verkehr
Der Ort war ein Haltepunkt der Bahnlinie Ramal de Portalegre. Seit dessen Schließung 1990 hat Fronteira keinen Anschluss mehr an das portugiesische Eisenbahnnetz.
Die Nationalstraße N245 verbindet Fronteira mit dem etwa 30 km südlich gelegenen Estremoz und dessen Anschluss an die Autobahn A6.
Fronteira ist in das landesweite Busnetz der Rede Expressos eingebunden.

## Söhne und Töchter der Stadt
- Manuel Cardoso (1566–1650), Komponist, Chorleiter, Organist und Sänger
- Cândido de Oliveira (1896–1958), Journalist, Fußballspieler und Trainer